# 本町 (中野區)
本町（日语：／ Honchō */?）是東京都中野區的町名。現行行政地名為本町一丁目至本町六丁目。已實施住居表示。2013年10月1日為止的人口有29,041人。郵遞區號164-0012。

## 地理
大略在中野區中央。町域東部與南部以神田川為界，東接新宿區西新宿，南接中野區彌生町る。北至青梅街道，接中野區中央，西鄰杉並區和田。中野通與山手通貫穿町內。因為東京23區內有許多名為「本町」的町域，又本地鄰近澀谷區本町（ほんまち），為避免混淆，本地常稱為「中野本町」（なかのほんちょう）。本町主要為住宅區。因屬於「木賃帶」（木賃ベルト地帯）一部分，公寓林立，年輕獨居住戶眾多。青梅街道下有丸之內線中野坂上站與新中野站。中野坂上站的路口附近，在2000年左右進行再開發，高樓大廈林立。青梅街道沿線，長久以來就是人潮所在，新中野站有稱為鍋屋橫丁的古老商店街。此外，本地因鄰近新宿站，青梅街道沿線也可見辦公大樓。

## 歷史

### 地名由來
因大略在中野區中央地區而稱本町。

### 新舊町名對照
1967年6月1日實施住居表示，成立現行的本町一丁目至本町六丁目。
- 本町一丁目：相生町、本町通一丁目
- 本町二丁目：東鄉町、朝日丘、本町通二丁目
- 本町三丁目：東鄉町、朝日丘、道玄町、本町通三丁目
- 本町四丁目：本町通三丁目、本町通四丁目、本町通五丁目、道玄町、西町、千代田町、宮里町
- 本町五丁目：宮里町、千代田町
- 本町六丁目：本町通五丁目、本町通六丁目、西町

## 設施
- 東京工藝大學
- Soft of Demand本社
- 貴乃花部屋
- Harmony Square（ハーモニースクエア）
- 中野坂上Sunbright大廈（中野坂上サンブライトビル）
- 中野坂上中央大廈（中野坂上セントラルビル）
- 大創、洋服的青山
- 成願寺

## 備註
1. ↑  .   [2013-10-07]. （原始内容存档于2015-06-10）.